# Der fremde Freund
Der fremde Freund ist eine Novelle von Christoph Hein, die 1982 in der DDR veröffentlicht wurde und in der Bundesrepublik 1983 aufgrund des Titelschutzes als Drachenblut erschien.

## Hauptpersonen
Claudia, die Protagonistin der Novelle, ist eine Ärztin Ende 30, die sich zu ihrem Umfeld distanziert und emotionsarm verhält und nur wenige soziale Kontakte pflegt. Sie lebt in Berlin, fotografiert in ihrer Freizeit leidenschaftlich gerne Landschaften (und keine Menschen).
Henry, Claudias Nachbar und „fremder Freund“, ist Architekt für Atomkraftwerke. Er hat eine Frau und zwei Kinder, von denen er jedoch getrennt lebt.

## Inhalt
Dem Roman vorgeschaltet ist die kurze Schilderung einer Szene wie aus einem Traum, der die gesellschaftliche Abkapselung und die nicht verarbeitete Verlustangst der Protagonistin symbolisch zusammenfasst: die Erzählerin und ihr Begleiter müssen eine brüchige Brücke passieren, die über einen tiefen Abgrund führt. Ein Ende der Brücke ist nicht sichtbar, beide haben große Angst, der Begleiter nimmt ihre Hand. Sie aber will, dass jeder alleine geht. Ihnen kommen fünf sportliche Läufer entgegen. Die Erzählerin will das ihrem Begleiter mitteilen, ruft, schreit, hört sich aber nicht. Ihr Begleiter klammert sich heftig an sie, sucht an ihr Halt. Die Bilder der Szene lösen sich auf. Später versucht sie, das Gesehene zu rekonstruieren, es gelingt ihr aber nicht: „Nur der Schrecken, die ausgestandene Hilflosigkeit bleibt in mir, unfassbar, unauslöschlich“ (S. 7). Die Novelle selbst erzählt in 13 Kapiteln einen knapp zweijährigen Lebensabschnitt der alleinstehenden Berliner Krankenhaus-Ärztin Claudia, die mit den Menschen in ihrem beruflichen Umfeld sachlich-rational und gefühlsmäßig distanziert umgeht. In ihrem privaten Umfeld meidet sie eine zu große Nähe, lässt die Gefühle anderer möglichst nicht an sich heran und zeigt ihre eigenen ebenfalls nicht. Ihr Leben als Bürgerin der DDR ist oberflächlich und nicht engagiert, sie hat sich von der Gesellschaft entfremdet und leidet stumm an ihr.
Die Novelle beginnt mit dem Tod ihres Nachbarn Henry, den sie kennengelernt und der eine Beziehung mit ihr angefangen hat. Das Verhältnis der beiden bleibt jedoch distanziert und kühl, seine emotionalen Annäherungen weist sie zurück, sehnt sich aber gleichzeitig nach ihnen. Eine „fremdelnde Freundschaft“ entsteht, in der bei ihr Zurückweisung und das Empfinden von Nähe und Wärme eine angenehme Vertrautheit auslösen, und so wird die Beziehung zwischen ihnen, für ihre Verhältnisse, sehr innig.
Claudias Geschichte, geschrieben wie ein Bericht, dokumentiert eine tiefgreifende Selbstverleugnung. Claudia ist innerlich von Problemen und Ängsten zerfressen, kann dies aber weder anderen Menschen noch sich selbst gegenüber zugeben, sondern verschanzt sich hinter der Maske der Gefühllosigkeit. Claudias Entfremdung vom Leben mit anderen Menschen, ihre Distanzierung von anderen und ihr Desinteresse an ihnen, wird durch ihre Leidenschaft für die Fotografie symbolisiert: sie fotografiert ausschließlich unbelebte Motive, wie Landschaften, Gebäude oder Ruinen.
Im 9. Kapitel, dem deutlich längsten, das Claudias Reise in ihre Heimatstadt G. beschreibt, werden die Gründe für ihr Lebensprinzip, keine Nähe zu anderen Menschen zuzulassen, aufgedeckt. Die repressive DDR-Pädagogik in der Schule der 50er und 60er Jahre mit willkürlich und erniedrigend handelnden und Mädchen sexistisch behandelnden Lehrern, die Erfahrung, dass nicht Leistung die erste Voraussetzung für die Zulassung zur Erweiterten Oberschule war, die Ablehnung religiöser Bindungen als Staatsdoktrin, die Niederschlagung des Aufstands vom 17. Juni 1953 und nicht zuletzt die heuchlerische Anpassung eines Teils der Menschen in ihrer Umgebung während ihrer Kindheit und Jugend einerseits sowie die blinde Gefolgschaft in den Organisationen der DDR sogar wider besseren Wissens andererseits hatten bei ihr die Einstellung reifen lassen, nichts, aber auch gar nichts an sich heranzulassen. Diese Einstellung wurde noch durch ein persönliches und sie traumatisierendes Erlebnis bestärkt. Als Kind hatte sie ihre beste Freundin Katharina bedingungslos geliebt. Die Freundschaft zerbrach, auch wegen eines Verrats von Claudia an ihrer Freundin. Claudia konnte, aus Angst wieder verlassen zu werden, nie wieder einen Menschen so lieben, wie sie Katharina geliebt hatte. Aus diesem Grund scheiterte auch ihre spätere Ehe mit Hinner, einem Berliner Chirurgen.
Im letzten, dem kürzesten Kapitel, in der Erzählgegenwart mit Henrys Beerdigung, resümiert Claudia ihre Haltung, erkennt, woher der Schmerz kommt, gegen dessen erneute Erfahrung sie sich in vielen Jahren gewappnet hat, um wie in Drachenblut gebadet durch nichts mehr verletzbar zu sein. Jedoch: „In meiner unverletzbaren Hülle werde ich krepieren an Sehnsucht nach Katharina. Ich will wieder mit Katharina befreundet sein. Ich möchte aus diesem dicken Fell meiner Ängste und meines Misstrauens heraus. Ich will sie sehen. Ich will Katharina wiederhaben“ (S. 172). Sie weiß aber, dass dieser Wunsch vergebens ist, dass Einsamkeit und Resignation sie wieder einholen werden, verkriecht sich wieder in ihrem Panzer und beteuert „Es geht mir gut“.

## Titel
Drachenblut, der Titel der Ausgabe in der Bundesrepublik, entstammt einer Metapher aus dem letzten Kapitel. Claudias Gefühlslosigkeit gegenüber anderen Menschen wird wie eine resistente „Schutzhülle“ aus Drachenblut (wohl in Anlehnung an die berühmte Sage) beschrieben. Während Drachenblut auf die psychische Lage der Protagonistin in ihrem Spannungsfeld zwischen emotionaler Abschottung und Suche nach Nähe verweist, betont der Titel Der fremde Freund die Spiegelung dieses Spannungsfeldes auf die Beziehung zwischen Claudia und Henry.

## Hintergrund, Interpretation
Eine ausführliche Zusammenfassung mit Hintergrundinformationen und Interpretationsansätzen findet sich in getabstract.

## Ausgaben
- Christoph Hein: Der fremde Freund. Aufbau Verlag: Berlin und Weimar 1982. (Erstausgabe)
- Christoph Hein: Drachenblut. Luchterhand Verlag: Darmstadt und Neuwied 1983. (155 Seiten) (Erste Ausgabe in der Bundesrepublik Deutschland)
- Christoph Hein: Der fremde Freund. Drachenblut. Novelle. Suhrkamp, Frankfurt am Main (= suhrkamp taschenbücher Band 3476). (176 Seiten)
- Christoph Hein: Drachenblut. Novelle. Luchterhand Literaturverlag, Darmstadt 1983 (= Sammlung Luchterhand Band 616). (155 Seiten)

## Hörbuch
- Der fremde Freund oder Drachenblut : Autorenlesung / Christoph Hein, 322 Min. 1 mp3-CD / Saarländischer Rundfunk / Der Audio Verlag, Berlin 2016, ISBN 978-3-86231-713-4